# Louis-Stern-Affäre
Die Louis-Stern-Affäre war der Konflikt um die Verurteilung des jüdischen Geschäftsmannes Louis Stern aus New York. Stern weilte im Juli 1895 mit Ehefrau Lisette, geborene Strupp, und Sohn Louis jun. in Bad Kissingen zur Kur und wurde dort wegen einer unterstellten Gewaltandrohung zu einer Geld- und Haftstrafe verurteilt. In der Folge kam es zu heftigen Auseinandersetzungen mit antisemitischem Charakter.

## Der Ablauf der Affäre

### Die „Reunion“ im Bad Kissinger Kursaal

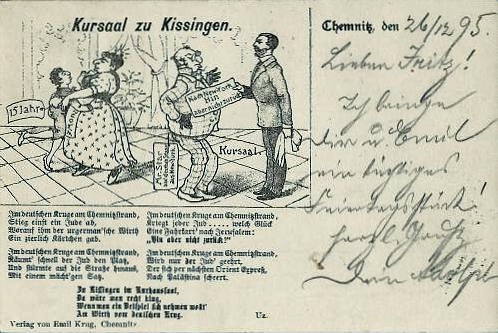
Antisemitische Karikatur-Bildpostkarte „Kursaal zu Kissingen“ aus dem Deutschen Krug; 1895 datiert

Am 11. Juli 1895 fand im Kursaal von Bad Kissingen eine Reunion statt. Zu dieser Reunion erschien auch die New Yorker Unternehmerfamilie Louis Stern. Das Ehepaar Stern wurde von seinem 15-jährigen Sohn Louis begleitet. Als dieser mit seiner Mutter tanzte, machten andere Gäste des Abends den stellvertretenden Badkommissär (heute das Amt des Kurdirektors) Friedrich Freiherr von Thüngen (1861–1931) auf die Anwesenheit eines mutmaßlich Minderjährigen aufmerksam. Freiherr von Thüngen wollte daraufhin den jungen Stern des Saales verweisen. Es kam zu einer heftigen Auseinandersetzung, während Louis Stern dem Badkommissär eine Ohrfeige androhte. Es kam aber zu keinen Tätlichkeiten und die Familie Stern verließ schließlich den Saal.
Ob von Thüngen aus antisemitischen Motiven handelte, lässt sich nicht belegen. Es fällt jedoch auf, dass der eigentliche Badkommissär Hermann von Mauchenheim genannt Bechtolsheim sichtlich um eine Beruhigung der Affäre bemüht war. Allerdings war Bechtolsheim an dem Abend des Vorfalls abwesend, da seine Frau nur neun Tage vorher verstorben war. Thüngen beharrte dagegen auf seiner starren Position und der Forderung nach einer juristischen Verfolgung, obwohl sich Louis Stern am 19. Juli in einem devoten Schreiben bei ihm entschuldigt hatte.

### Die Gerichtsverhandlung gegen Louis Stern
Anfang August kam es in Bad Kissingen zur Gerichtsverhandlung gegen Louis Stern. Wegen des großen öffentlichen Interesses wurde die Verhandlung in den Rathaussaal der Kurstadt verlegt. Verteidiger Sterns war der Münchener Rechtsanwalt Dr. Max Bernstein. Zur Last gelegt wurde Stern die Beleidigung „Sie gemeiner Mensch!“ und die Äußerung „Wenn wir draussen wären, würde ich Ihnen ein paar Ohrfeigen herunterhauen!“. Weiterhin Widerstand gegen die Staatsgewalt. Louis Stern wurde zu einer Gefängnisstrafe von 14 Tagen und zur Zahlung von 600 Mark verurteilt. Am 22. August 1895 berichtete die New York Times, dass der berühmte Anwalt Richard R. Kenney die weitere Verteidigung Sterns übernommen haben soll.

## Auswirkungen der Affäre
Schon kurz nach dem Vorfall im Kissinger Kursaal hatten sich zwei publizistische Lager gebildet. Auf der einen Seite der antisemitische Verleger und spätere Landtagsabgeordnete des Bayerischen Bauernbundes Anton Memminger, der in Würzburg die Neue Bayerische Landeszeitung herausgab und darin bereits ab 1893 antijüdisch agitiert hatte. Seine Zeitung trat sofort eine rassenantisemitische Hetzkampagne gegen Louis Stern und Juden im Allgemeinen los. Sein unsachlicher Ton führte zum Verkaufsverbot der Zeitung Memmingers in der Kurstadt:
Also Herr Stern

Hab uns gern

Reiß nur aus

Und bleib draus

Und a die andern

Mögen wandern

Mit nach Amerika

Hallelujah!
Auf der Gegenseite bezogen liberale Blätter wie die Frankfurter Zeitung oder die Allgemeine Zeitung des Judenthums Stellung gegen die antisemitische Stimmung um den Vorfall. Amerikanische Kurgäste versuchten auch, über diese Medien zu einem Boykott der Kurstadt aufzurufen. Unter den Unterstützern Louis Sterns befand sich zum Beispiel auch William Waldorf Astor.
Weiterhin sorgte die Affäre auch für heftige diplomatische Auseinandersetzungen. So kam es noch im Mai 1896 zu einem „scharfen Austausch zwischen Minister Olney und Baron von Thielmann“: „Herrn Stern‘s Bestrafung wurde durch eine Amnestie-Proklamation des Prinzregenten von Bayern widerrufen. Aber Herr Stern, dessen Kaution verfallen war, da er es versäumt hatte, wieder zu erscheinen und seine Strafe abzusitzen, erhob Beschwerde, um seine Kaution wieder zurückzuerhalten. Diese Beschwerde wurde nicht zugelassen.“ Es war auch zu einer ernsten Verschlechterung der deutsch-amerikanischen Beziehungen gekommen: „Die diplomatische Korrespondenz legt den Schluß nahe, daß die unterschiedlichen Rechtsauffassungen beider Staaten von der Schwere des Delikts, vor allem aber die Publizität, die diplomatische Bereinigung des Falles unnötig erschwerten.“
Mit Schreiben vom 7. Oktober 1895 informierte der US-Botschafter in Deutschland, Theodore Runyon, Außenminister Olney darüber, dass es in der deutschen Öffentlichkeit auch Angriffe wegen der jüdischen Glaubenszugehörigkeit von Louis Stern gab. Dabei zitiert er einerseits die deutsche Presse, andererseits nahm er Bezug auf Debatten im Bayerischen Landtag. Bemerkenswert ist allerdings, dass Runyon dabei auch den Begriff ‚Rasse‘ verwendete (‚his race‘); allerdings hat der englische Begriff eine weiter gefasste Bedeutung und kann ganz allgemein eine definierte Gruppe von Menschen meinen, ohne jegliche biologische oder ethnologische Konnotationen.
Selbst im Jahr 1902, also noch sieben Jahre später, als der Bruder des deutschen Kaisers, Prinz Heinrich, zu einem Besuch in den USA weilte, erschien in der New York Times ein kritischer Leserbrief, der Bezug auf dem Vorfall um Louis Stern nahm: „Während die Leute in Amerika zur Zeit verrückt spielen beim Empfang des Prinzen ‚Heinrich‘ von ‚Deutschland‘, scheinen sie zu vergessen, dass nicht die geringste Höflichkeit beim Empfang amerikanischer Staatsbürger in Deutschland herrschte. Wir alle erinnern uns, wie empöhrend einer unserer angesehensten Bürger dieser Stadt, Herr Louis Stern, vor einigen Jahren in Deutschland behandelt wurde. H. B. Sheffield, M. D. – New York, 31. Januar 1902.“